# 김만현
김만현(金萬賢, 1964년 7월 21일, 경상북도 경산군 ~ )은 대한민국의 제4·5·6대 울산광역시 남구의원이었다.

## 학력
- 경산중앙국민학교 졸업
- 경산중학교 졸업
- 영남고등학교 졸업
- 한국방송통신대학교 교육학과 재학중

## 경력
- 태광산업 대한화섬 정리해고 저지투쟁위원회 대외협력부장
- 민주노총화섬연맹 울산본부 문화부장
- 울산광역시 남구 노동자문화단체 ‘매구마당’ 회장
- 마당극장 ‘결’ 자문위원
- 2006.07 ~ 2010.06 제4대 울산광역시 남구의회 의원
- 2010.07 ~ 2014.06 제5대 울산광역시 남구의회 의원
- 2012.07 ~ 2014.06 제5대 울산광역시 남구의회 후반기 의회운영위원회 위원장
- 2012.07 ~ 2014.06 통합진보당 울산시당 남구 지역위원장
- 2014.07 ~ 2018.04 제6대 울산광역시 남구의회 의원
- 2014.07 ~ 2016.07 제6대 울산광역시 남구의회 전반기 행정자치위원회 위원
- 2016.07 ~ 2018.04 제6대 울산광역시 남구의회 후반기 의회운영위원회 위원장
- 2016.07 ~ 2018.04 제6대 울산광역시 남구의회 후반기 복지건설위원회 위원

## 역대 선거 결과
|  | 31.52% |

|  | 17.5% |

|  | 16.53% |

|  | 35.09% |

|  | 33.15% |

|  | 14.80% |

## 참고 자료
- 김만현의 미니홈피 - 싸이월드